# Hugo Staehle
Hugo Staehle (Fulda, 21 de juny de 1826 - Kassel, 29 de març de 1848) fou un compositor alemany.
Deixeble de Moritz Hauptmann (1792-1868) i Louis Spohr (1784-1859), i als disset anys va escriure una obertura, estrenada amb èxit per l'orquestra del príncep de Kassel, Guillem II de la qual era el violista.
L'hivern de 1843/44 i 1844/45 va estar-se a Leipzig on va perfeccionar-se amb Ferdinand David i el pianista Louis Plaidy i va trobar-se al cercle amical dels músics Richard Wagner, Niels Gade, Clara i Robert Schumann. El 1847 va fer representar l'òpera Arria, que es distingeix tant per l'originalitat de les idees com pel sentiment dramàtic. La seva prematura mort d'una meningitis aguda va impedir que es complissin del tot les justes esperances que es tenien posades en ell.
A part de les obres ja mencionades, deixà 12 lieder; i una simfonia; un himne en honor del seu mestre, i tres scherzi i altres composicions per a piano.